# سر بلند
سر بلند (به لاتین: Sar-e Biland) یک منطقهٔ مسکونی در افغانستان است که در ولسوالی خواهان واقع شده‌است.